# 空飛ぶ円盤恐怖の襲撃
『空飛ぶ円盤恐怖の襲撃』（そらとぶえんばんきょうふのしゅうげき）は、国光映画の製作・新東宝の配給により、1956年11月7日に公開された特撮映画である。監督・脚本は関沢新一、主演は高島忠夫。

## 概要
独立プロの国光映画で企画されたが、大映や東宝などに配給を断られた結果、新東宝の配給で公開されることになった映画である。タイトルは同年に公開されたアメリカ映画『世紀の謎 空飛ぶ円盤地球を襲撃す』から取ったもので、内容面でも「怪ロボットの出現」「円盤による国会議事堂の襲撃」など、同作を意識した部分がみられる。特撮には新東宝のスタッフが参加し、技術的には荒削りと評されながらも興行的に成功を収めている。監督・脚本は、映画監督の清水宏のもとで助監督を経て本作が初監督となる、関沢新一が担当した。
本作品は原版が長らく不明となっていたが、2010年に16ミリフィルムが発見され、ネットオークションに出品されたフィルムは210万円で落札されていた。その後、DVD化に向けて修復作業が行われていることが、映画雑誌『映画秘宝』2011年12月号や『特撮秘宝』Vol.2などで報じられた。『特撮秘宝』では、フィルムと台本を元にした本作品のあらすじを掲載している。
なお、M87星雲は関沢も企画に関わった『ウルトラマン』のM78星雲の元となった。

## ストーリー
米ソが対立していた冷戦時代、M87星雲から飛来した空飛ぶ円盤が世界の各都市を襲撃し、日本にも襲来する。怪ロボットと共に自衛隊の攻撃を退けて都市を破壊する円盤に対し、宇宙科学の権威である保科博士が秘密兵器として制作していたロケット・R1号が挑む。

## スタッフ
- 監督、脚本：関沢新一
- 特撮：新東宝特殊技術部、上村貞夫、西谷重次
- 音楽：草川哲

## キャスト
- 林正夫：高島忠夫
- 保科薫：江畑絢子
- 大槻博士：殿山泰司
- 保科博士：杉寛
- 大杉助手：天知茂
- 黒井博士：増田順二